# Pánevní kost

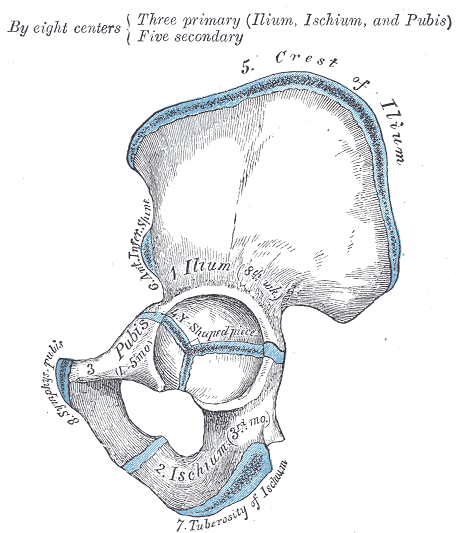
Linie osifikace s tvorbou synostóz pánevní kosti.

Pánevní kost (lat. os coxae) je označení pro párovou kost, která s křížovou kostí a kostrčí vytváří pánev.
Pletenec pánevní se skládá ze 3 srostlých kostí:
1. kost stydká
2. kost sedací
3. kost kyčelní